# Ярмут (остров Уайт)
Ярмут (англ. Yarmouth) — город на северо-западном побережье острова Уайт. Население — 855 человек (1991 год).

## История

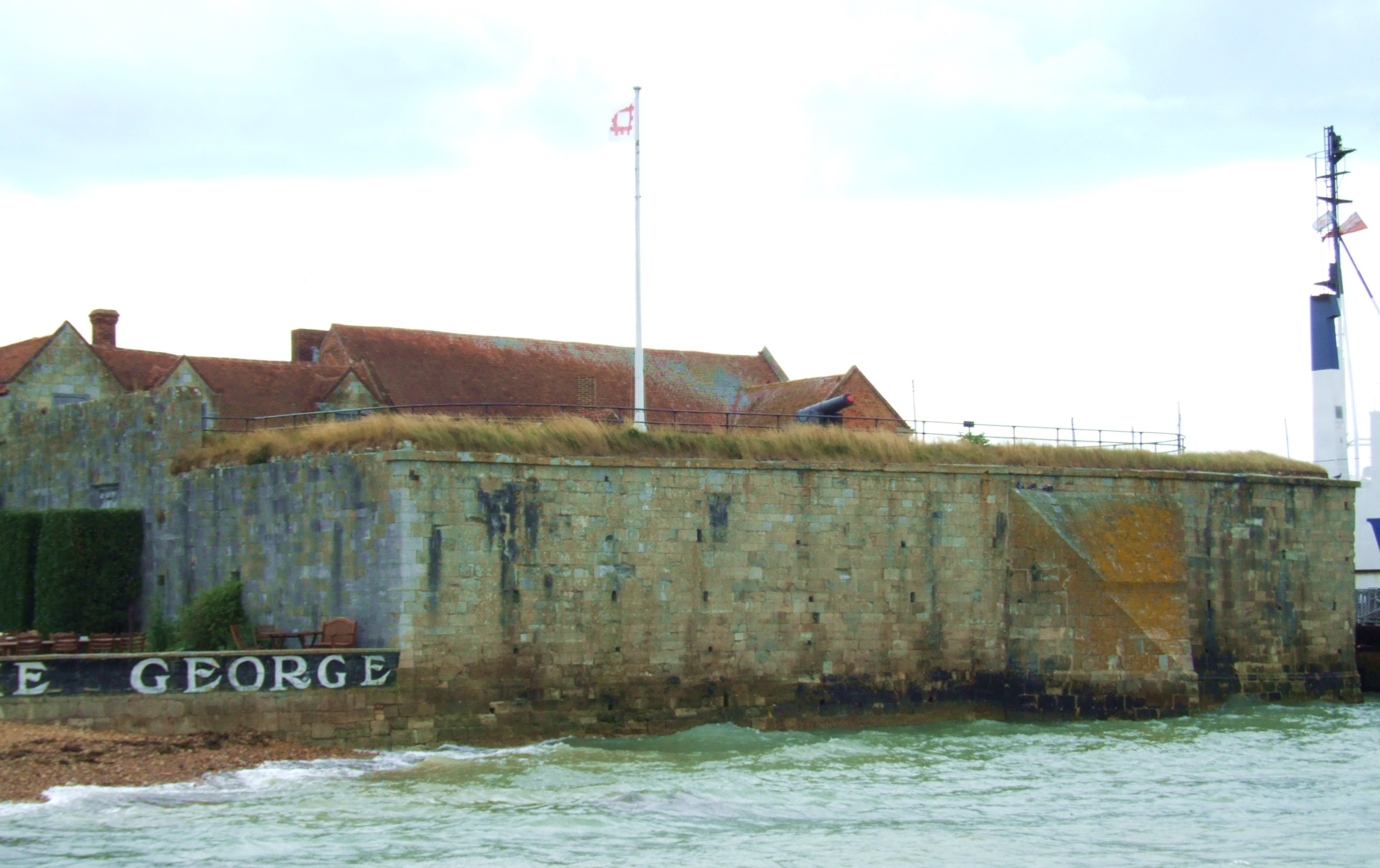
Крепость Ярмут

Ярмут впервые упомянут в письменных источниках в 991 году во время правления Этельреда Неразумного. Получил первую грамоту, дающую право именовать себя городом, в 1135 году.
Генрих VIII в 1547 году построил в городе крепость Ярмут. Она входила в линию береговой обороны, защищающую остров Уайт от вторжения.

## Экономика
Из Лимингтона в Ярмут ходит автомобильный паром компании «Wightlink». Компания на этом маршруте в настоящее время использует суда «Wight Light», «Wight Sky» и «Wight Sun», сменившие в 2009 году суда «Cenwulf», «Cenred» и «Caedmon».
От Ярмута к меловым скалам Нидлс по прогулочному маршруту «Нидлс Тур» (Ярмут — Фрэшуотэр — Нидлс — Тотланд — Ярмут) ходит туристический автобус компании «Southern Vectis». Регулярный маршрут № 7 (Ньюпорт — Шалфлит — Ярмут — Тотланд — Алум Бэй) той же компании связывает город со столицей острова.
Город относится к почтовому району Портсмута, которому соответствует код «PO».

## Политика и власть

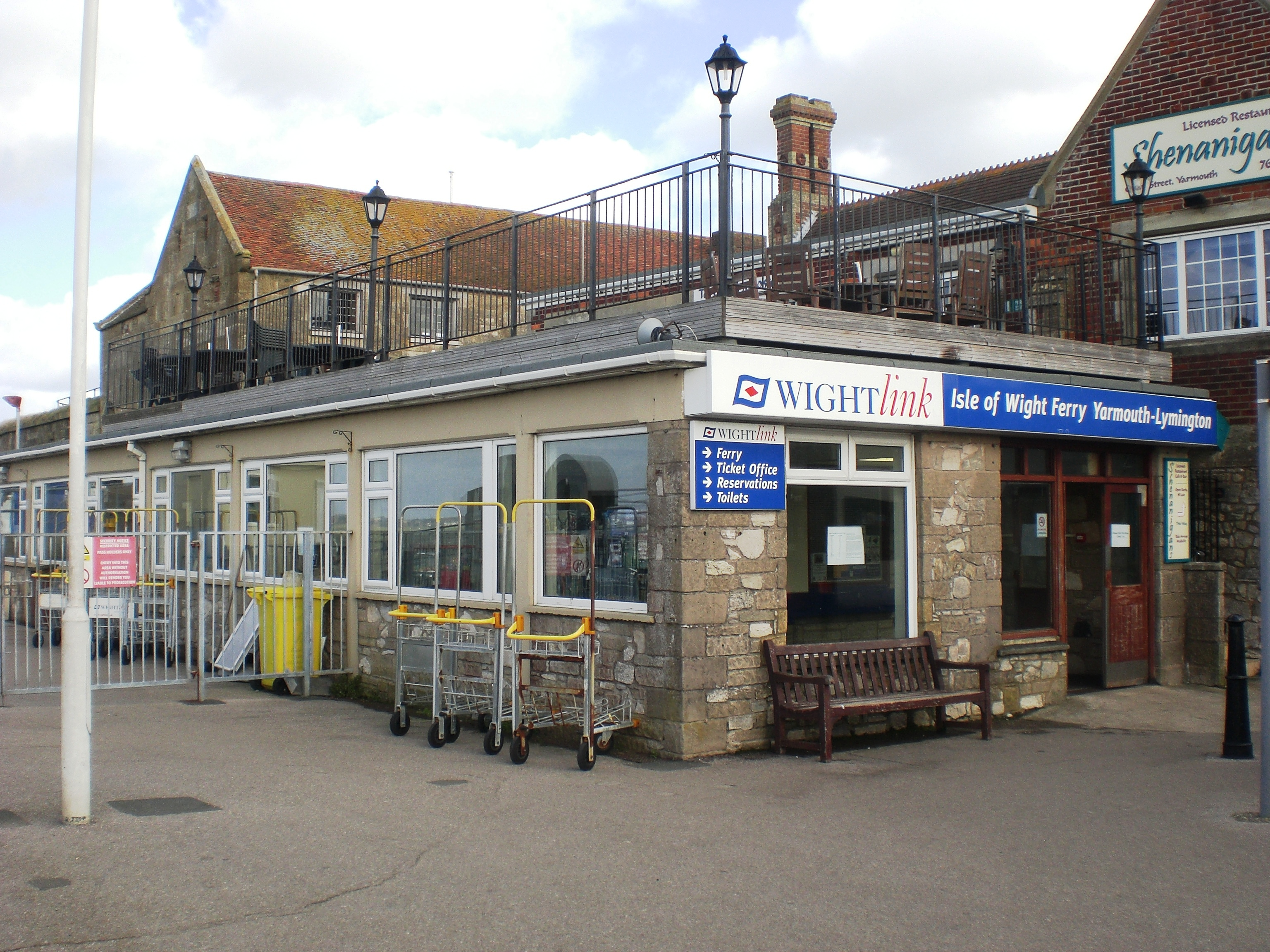
Выход к парому

Полицейский участок «Ярмут, Бриджстоун и Кальборн» относится к району «Остров Уайт» восточной зоны «Полиции Хэмпшира».
В городе находится пожарная станция «A10 — Yarmouth» пожарно-спасательной службы острова Уайт.
С 1832 года при выборах в парламент Ярмут входит в избирательный округ «Остров Уайт». До этого с 1584 по 1832 год Ярмут был отдельным избирательным округом и представлял в парламент двух депутатов. В результате реформы, как одно из «гнилых местечек», отдельный избирательный округ для Ярмута был упразднён. В разное время депутатами от Ярмута были:
- 1584—1586:Артур Джорджс
- 1626—1628:Эдвард Конви, 2-й виконт Конви
- 1659—1659:Джон Садлер
- 1689—1690:Роберт Холмс
- 1690—1695:Джон Тревор — спикер парламента в 1685—1687 и в 1689—1695 годах
- 1734—1737:Гарри Поулет, 4-й герцог Болтон
- 1784—1790:Филип Францис
- 1804—1806:Хоум Ригс Попем
- 1818—1818:Джон Копли, 1-й барон Линдхёрст
- 1819—1820:Джон Уилсон Крокер

## Культура

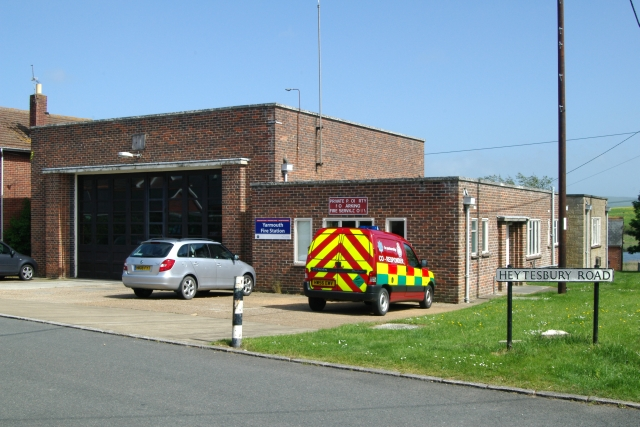
Пожарная станция

Через город и вдоль всего побережья острова Уайт проходит пешеходная тропа «Isle of Wight Coastal Path».

## Известные жители
- Роберт Холмс — адмирал флота, губернатор острова Уайт, комендант крепости Ярмут, был похоронен в Ярмуте[9].